# Agrilus delphinensis
Agrilus delphinensis – gatunek chrząszcza z rodziny bogatkowatych i podrodziny Agrilinae.

## Taksonomia
Gatunek ten opisany został po raz pierwszy w 1897 roku przez Elzéara Abeille de Perrina. Bywał klasyfikowany jako podgatunek opiętka białowieskiego.

## Morfologia
Chrząszcz o mocno wydłużonym ciele długości od 4 do 5,3 mm, smuklejszym niż u opiętka białowieskiego. Ubarwiony jest jednolicie jaskrawo niebiesko, rzadko z odcieniem zielonkawym. Wierzch ciała porasta ciemne, krótkie, trudno dostrzegalne owłosienie. Głowa ma duże oczy, w widoku przednim sięgające dolnymi brzegami poniżej wysokości podstaw czułków. Krawędzie wewnętrzne oczu rozchodzą się prosto ku górze. Ciemię jest wypukłe, pokryte okrągłymi punktami, pozbawione zmarszczek. Policzki są węższe, w połowie tak szerokie jak oczy. Przedplecze ma w tylnej połowie parę wyraźnych, głębokich wcisków przy brzegach bocznych. Krawędzie boczne przedplecza są podwojone, a z jego tylnych kątów wybiegają rozszerzone ku przodowi żeberka (kile). Przedpiersie ma słabo rozwinięty płat przedni z płytko wklęśniętą krawędzią oraz równoległe boki wyrostka międzybiodrowego. Odwłok ma rowek wzdłuż krawędzi ostatniego widocznego sternitu niezmodyfikowany, zaokrąglony.

## Ekologia i występowanie
Ksylofagiczne, monofagiczne larwy żerują w gałęziach wierzb o grubości palca. Wśród ich roślin żywicielskich wymienia się wierzby iwę, szarą, uszatą i wiciową.
Gatunek palearktyczny, znany z Niemiec, Szwajcarii, Austrii, Włoch, Finlandii, Łotwy, Litwy, Polski, Czech, Słowacji, Węgier, Ukrainy, Rumunii, Słowenii, Chorwacji, Serbii, Czarnogóry, Macedonii Północnej oraz europejskiej części Rosji.